# Oberfrank Péter
Oberfrank Péter (Brüsszel, 1966. március 18. –) Liszt Ferenc-díjas magyar karmester, érdemes művész, zongoraművész, a Liszt Ferenc Zeneművészeti Egyetem operatanszakának zenei vezetője.

## Pályafutása
A Bartók Béla Zeneművészeti Szakközépiskola zongora és ütő tanszakát 1984-ben végezte el. A Liszt Ferenc Zeneművészeti Főiskola zongoraszakán 1989-ben, karmesterszakán (Lukács Ervin növendékeként) 1993-ban végzett.
1991-ben került a Magyar Állami Operaházba, ahol korrepetitorként, majd vezénylő korrepetitorként dolgozott 1998-ig. Első operaházi vezénylése a Szöktetés a szerájból volt 1995-ben, ezt további Mozart-operák, majd olasz vígoperák követték. 1997-ben részt vett Puccini Turandotjának betanításában, majd 1998 januárjától vezényelte is a darabot.
1999 és 2003 között a Szegedi Nemzeti Színház főzeneigazgatója volt. Szegedi korszakához számos színházi szempontból is emlékezetes bemutató kötődik: Puccini Triptichonja (1999) és Szokolay Vérnásza (2000) Kovalik Balázs rendezésében, illetve Britten Szentivánéji álom című operája Zsótér Sándor rendezésében. Közben az Operaházban is kapott új feladatot: 2001-ben részt vett a Kovalik-rendezte Kékszakállú herceg vára betanításában, és Kovács János után ő vezényelte a második premiert.
2003 óta szabadúszó karmester, zeneakadémiai munkája mellett továbbra is rendszeresen vezényel az Operaházban állandó vendégként. 2006-ban újra Bartók-művek betanításában vett részt, 2007-ben Richard Strauss Élektrájának karmestereként mutatkozott be (mindkét produkcióban Kovács János mellett dolgozott második karmesterként). A 2008/2009-es szezonban három operaházi bemutatót is vezényelt: Ludwig Minkus La Bayadère című balettjét, Rossini A sevillai borbély című operáját (rendező: Békés András) és Händel Xerxészét (rendező: Kovalik Balázs).
A 2006-os Budapesti Tavaszi Fesztivál keretében gyakori alkotótársával, Kovalik Balázzsal közösen mutatták be Mozart és Da Ponte három operáját (Figaro házassága, Così fan tutte, Don Giovanni) a Millenáris Teátrumban. A Mozart-maraton névre elkeresztelt előadás hatalmas kritikai és közönségsikert aratott, ennek eredményeképpen 2007-ben újra műsorra tűzték a produkciót.

## Családja
Oberfrank Péter családjának nem egyetlen művész tagja. Nagybátyja, Oberfrank Géza szintén karmester, korábban a Szegedi Nemzeti Színház és a Magyar Állami Operaház főzeneigazgatójaként is dolgozott. Testvérei Oberfrank Ferenc kutatóorvos, diplomata, bioetikus, Oberfrank Gyula és Oberfrank Pál színész.

## Díjak
- Komor Vilmos-emlékplakett (1996)
- Liszt Ferenc-díj (2008)
- Érdemes művész (2015)